# Senatore di Roma
Il Senatore di Roma era la figura civile cui, sin dall'alto Medioevo, spettava principalmente la rappresentanza della città di Roma. I poteri collegati a tale carica non furono sempre gli stessi, variando secondo il periodo storico e le modalità di elezione popolare o nomina papale.

## Le origini
Tale carica inizia a comparire come rappresentante di quell'Ordo Senatorius risorto come erede dello scomparso Senato romano, che se pur pare non venne mai meno anche nei periodi più bui dell'Urbe, rinacque in modo definito tra il VII e VIII secolo su quanto rimaneva dell'antico Ordo Equestris. Era espressione dunque di quel ristretto potentato di proceres formato da nuovi latifondisti e alti funzionari dell'Urbe (suddivisi all'interno dell'assemblea tra inlustres, i senatori in senso stretto che prendevano parte alle decisioni, spectabiles e clarissimi), che costituirà la nuova aristocrazia sorta da quanto rimaneva delle antiche famiglie senatoriali romane e da elementi bizantini e germanici pervenuti a Roma durante le guerre di riconquista contro le invasioni barbariche che devastarono Roma tra V e VI secolo, strettamente legata alla curia romana da cui questa unicamente attingeva le persone cui affidare i più alti incarichi amministrativi del ducato romano, del Patrimonio di San Pietro e della Corte pontificia quali potevano essere quelli dei giudici palatini come l'apocrisarius, il nomenclator, o il vestararius, quella del magister militum, e quelle di amministratore delle varie provincie. A loro volta i membri del senato si contendevano il controllo sulle più alte cariche ecclesiastiche e sullo stesso papato.

## Medioevo
La prima citazione nota riguarda il potere di Teofilatto e del nipote Alberico di Roma (figlio di sua figlia Marozia), che assunse il titolo di Princeps atque Senator omnium Romanorum, esercitandolo in senso dispotico e feudale che più che una rappresentanza delle istanze e degli interessi del popolo. Il titolo di senator e di senatrix fu esteso ai componenti anche femminili del casato, come segno distintivo ed esclusivo della loro appartenenza al gruppo parentale. I loro discendenti noti come Conti di Tuscolo condizionarono infatti con le loro scelte il papato per circa un secolo, redistribuendo con intenti politici e clientelari all'interno del ristretto ceto senatorio, diviso in fazioni, gli incarichi, gli uffici e le onorificenze più prestigiose e redditizie.

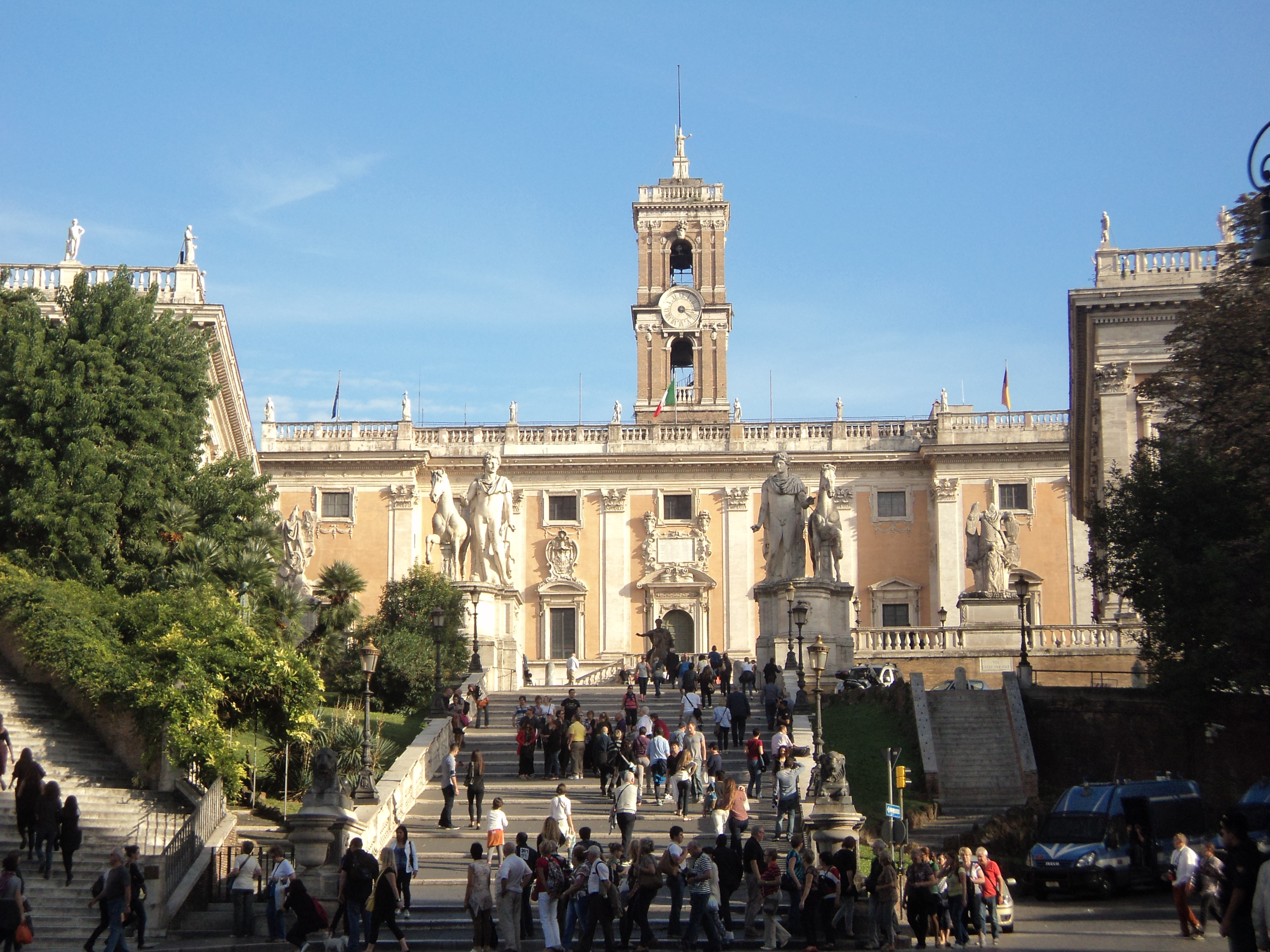
La piazza del Campidoglio e il palazzo Senatorio

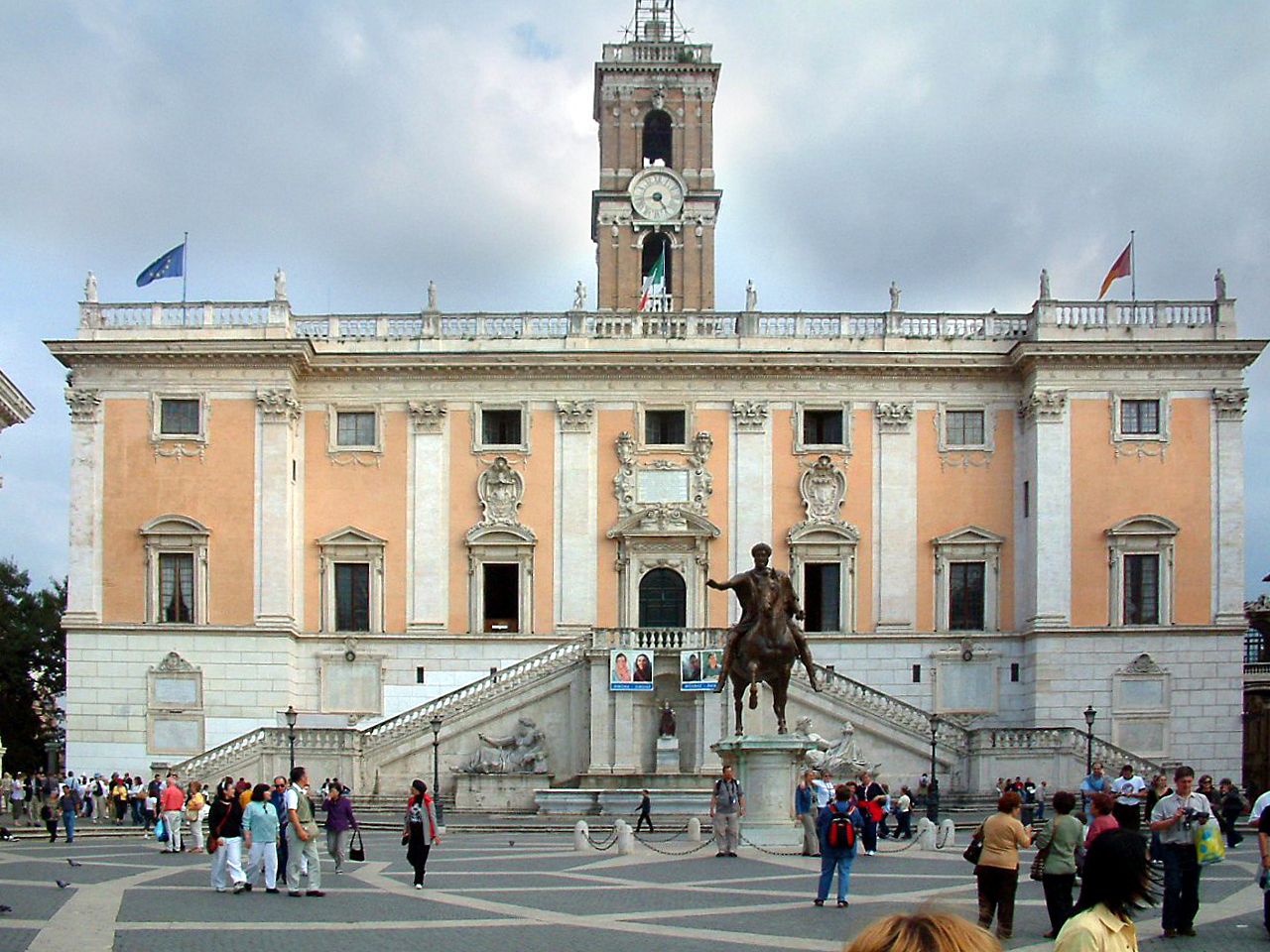
Roma. Palazzo Senatorio nel rifacimento michelangiolesco in Piazza del Campidoglio

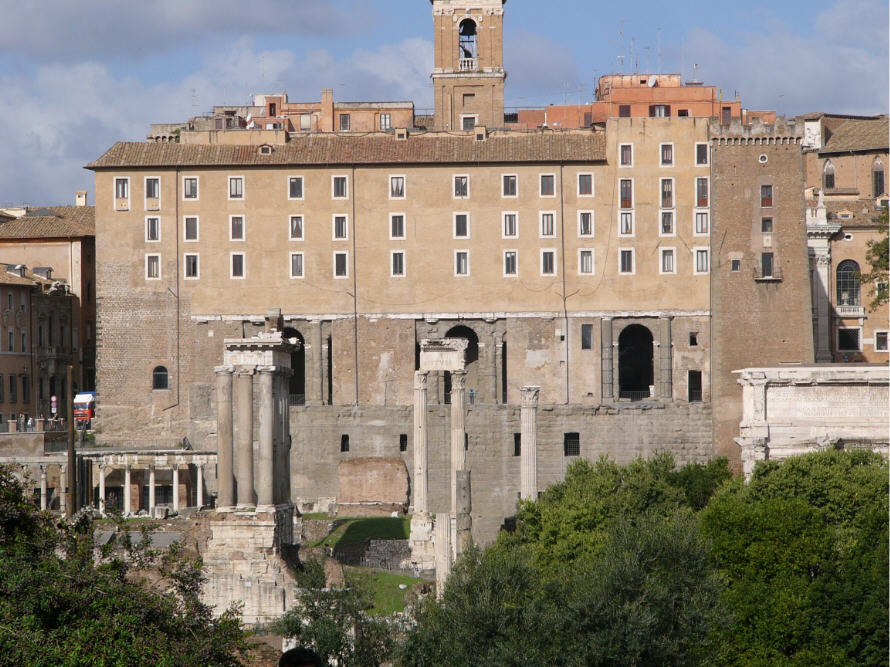
Il Palazzo Senatorio visto dai Fori

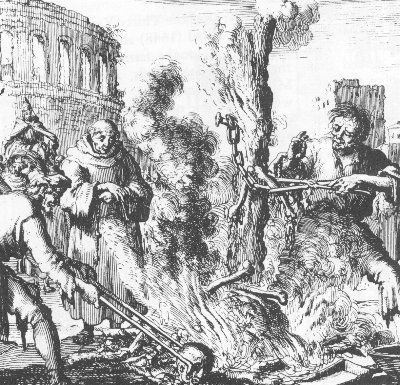
Esecuzione di Arnaldo da Brescia

La gestione aristocratica e baronale del Senato perdurò fino alla metà del XII secolo, sul finire del pontificato di Innocenzo II e durante quelli di Lucio II (che secondo certa storiografia avrebbe perso la vita a seguito degli scontri in Campidoglio nel 1145) ed Eugenio III (che non volendo riconoscere il nuovo ordinamento fu costretto all'esilio subito dopo la sua elezione). Il cambiamento avvenne a partire dal 1143 anche per opera di Arnaldo da Brescia che in piena età comunale organizzò il desiderio dei romani ad avere un proprio organo rappresentativo quanto più possibile indipendente dal papa e dal potere baronale espresso dalle poche famiglie che lo esercitavano, e insediò nel 1148 il primo Senato romano nel luogo ove era stata la roccaforte dei Corsi (eretta sulle rovine del Tabularium in Campidoglio da cui vennero cacciati nel 1105 da Pasquale II che ne dispose la parziale demolizione, e che di lì a seguito di un progressivo rifacimento iniziò a denominarsi Palazzo Senatorio). Si trattava di un'oligarchia formata da circa 30 persone elette dal popolo su base rionale, le quali nominarono uno e poi più spesso due o tre senatori che inizialmente presero il nome di patricius in luogo del prefetto di nomina papale.
Il primo ad assumere la guida della rivolta di ispirazione "repubblicana" del 1143 fu Giordano dei Pierleoni che assunse il titolo e la carica elettiva di patricius, tuttavia la prima menzione del titolo di senatore si ha nel 1148 nella persona di un certo Guido. Nel 1188 per pressioni di papa Clemente III, il senato venne costretto a concludere un patto con il quale a fronte di un formale reciproco riconoscimento, si accentuava la sovranità del papa stesso e si imponeva ai romani di accogliere nelle magistrature comunali i membri dell'aristocrazia locale soprattutto di estrazione feudale, fedeli al papato e ad esso legati da solidi interessi di natura economica, riconducendole nuovamente al loro controllo (Tuscolani, Colonna, Orsini, Frangipane, Pierleoni, Savelli, Cenci, Annibaldi, conti di Ceccano, Stefaneschi, Anguillara, Papareschi o Paparoni, Capocci e poche altre).
La nascita della nuova istituzione, che non nascose l'intenzione di controllare il territorio circostante alla città inclusi i porti più importanti, fu particolarmente avversata da chi ne temeva la sua crescente autorità e il suo prevedibile espansionismo, a partire dai pontefici e le città vicine prime tra tutte Tivoli e la famiglia dei conti di Tuscolo che proprio dal senato fu condotta al suo definitivo declino decretato dalla battaglia di Prata Porci fino all'estinzione.
Nel 1191, quando il senato aveva raggiunto un prestigio tale da offuscare quello dello stesso papato, anche a causa degli eventi di quegli anni con gli scontri tra Impero e Papato per la reciproca affermazione dell'uno sull'altro, prestigio tale da costringere l'Imperatore Enrico VI a togliere la guarnigione militare stanziata presso Tuscolo con l'appoggio dei conti tuscolani verso cui poi il popolo si diresse per abbatterne le fortificazioni.
Nel momento in cui il Senato era costituito da 56 componenti, venne eletto un unico senatore nella persona di Benedetto Carushomo (volgarizzato in Carissimi)  con l'intento di rafforzare la figura del Senatore, per contrastare gli effetti del trattato con il papato a causa del quale l'organo era andato affollandosi di componenti della classe baronale fedele alleata della Santa Sede grazie a secolari vincoli di natura feudale, accrescendone l'ingerenza nella gestione delle funzioni civiche, elezione che mise in difficoltà il papa del tempo, Celestino III Orsini che faticava ad avere una solida base in Roma nel fronteggiare Enrico VI.
Da quegli anni l'autorità che prima era esercitata dal Senato in maniera quasi collegiale, venne riunita in capo a una sola persona che prese il nome di summus senator, che esercitava essenzialmente una funzione giudiziaria nominando egli stesso i giudici del tribunale di cui era titolare, per lo stesso periodo del suo mandato, al cui termine i membri della Camera Capitolina stilavano il giudizio di sindacato, da cui spesso tendevano a sottrarsi invocando l'immunità senatoria prima ancora di iniziare il mandato.

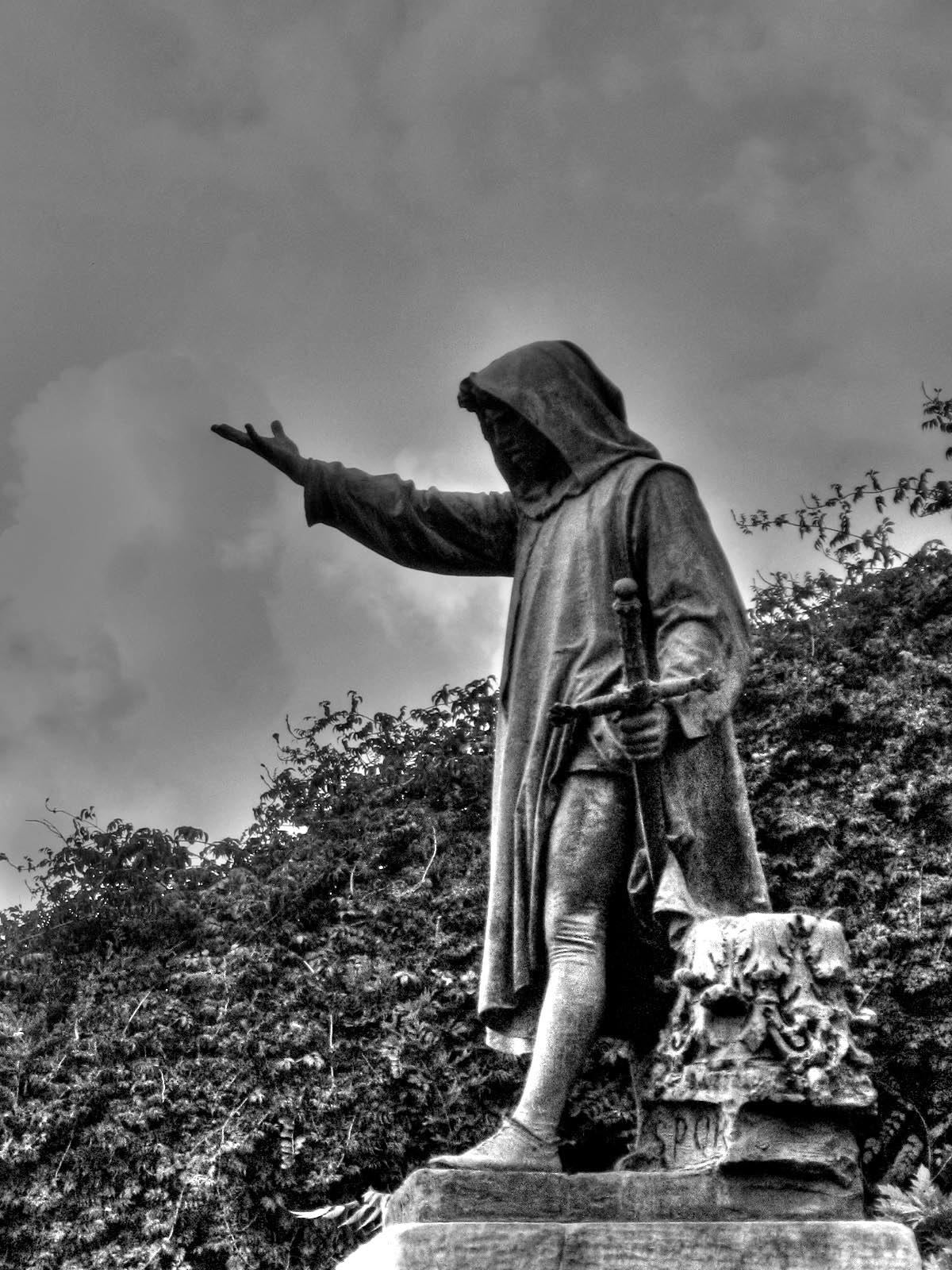
Statua di Cola di Rienzo presso la Cordonata del Campidoglio

Fino al 1363 il senatore era il titolare anche del potere esecutivo ed amministrativo,  dopo tale data in anni di violenti scontri tra fazioni guelfa e ghibellina, e con la classe baronale che tentò in ogni modo di imporre persone loro fedeli, eventi che si conclusero con la morte violenta di Cola di Rienzo assassinato nel 1354 con l'intervento della famiglia dei Colonna che più di ogni altra avversò il tribuno temendone un ridimensionamento del suo potere baronale anche all'interno della città, e per tentare di ovviare ai soprusi dei precedenti titolari della carica, si diede un'impronta più democratica ai nuovi Statuti: l'amministrazione passò dal Senatore alle mani di tre Conservatori e del Priore dei Capo Rioni, di cui ne assumevano le funzioni in caso di vacanza, e in quanto costituivano il magistrato romano erano gli esclusivi responsabili dell'amministrazione cittadina, rimanendo il Senatore il giudice di un tribunale particolare per alcuni reati. L'elezione del Senatore che tornava a essere una sola persona dal 1370, avveniva per suffragio del popolo romano e doveva avere la convalida del papa detentore della sovranità su Roma e sul Senato.
Con la scomparsa di Martino V, la municipalità ebbe nuovo impulso proprio dalla famiglia Colonna che si pose a difesa del comune soprattutto per interessi del tutto personali in avversione a Eugenio IV che come successore di Martino V ne volle cancellare alcuni atti in favore dei suoi famigliari, e fu costretto a fuggire da Roma vestito da monaco.
Sia da papa Bonifacio IX sia con l'arrivo di Martino V Colonna le funzioni del senatore e del comune vennero ulteriormente ridimensionate nella loro dipendenza dal papato, e se la famiglia del senatore poteva essere romana (fino al pontificato di Eugenio IV [1431-1447] quando venne imposta l'origine forestiera e la provenienza da una località distante non meno di 70 miglia da Roma), tuttavia prima di questi anni molte volte vennero nominati a questa carica persone tutt'altro che provenienti dalla città e comunque da quel momento in poi i senatori trasferirono la loro famiglia a Roma; infatti pur non essendoci espliciti vincoli sulla nazionalità del nominato, tra i secoli XIII e XIV vennero eletti alla carica, nonostante una costituzione pontificia che lo vietava espressamente, cardinali, sovrani, principi e anche papi (alcuni di essi furono senatore a vita), che nominarono loro vicari per l'esercizio delle funzioni.

## Età moderna

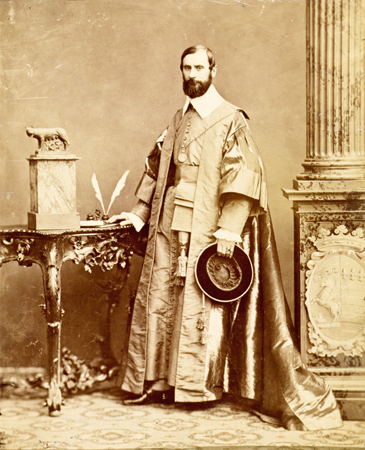
Francesco Cavalletti Rondinini ultimo Senatore di Roma

Dal 1580 il senatore divenne di esclusiva nomina papale con il conseguente svuotamento di gran parte delle competenze della magistratura capitolina, pur rimanendo l'atto del giuramento nelle mani dei Conservatori. La carica inizialmente di durata semestrale, divenne poi annuale, spesso prorogata od interrotta, e solo dal 1655 divenne vitalizia.
La sua residenza ufficiale era il Palazzo Senatorio in Campidoglio e a lui spettava, a partire dal basso medioevo, il titolo di magnificus vir dominus. L'abito senatorio in uso nel secolo XIV è descritto in dettaglio da Felice Nerini, in De templo et coenobio sanctorum Bonifacii et Alexii historica monumenta… che lo riprende a sua volta da L.A. Muratori, come segue:

## Ottocento
All'indomani della Restaurazione, dopo la morte del senatore Abbondio Rezzonico, per decisione della Commissione di Stato del 15 maggio 1814, i tre conservatori della città (Rinaldo Del Bufalo Della Valle, Francesco Ceva e Giovanni Battista Canali) assumono le prerogative del Senatore di Roma fino alla nomina del marchese Giovanni Patrizi.
Nel 1847 papa Pio IX estese (con motu proprio sull'Organizzazione del Consiglio e Senato di Roma e le sue attribuzioni) anche alla Capitale le leggi già applicate agli altri municipi dello Stato Pontificio, cosicché il Senatore di Roma fu investito della carica di gonfaloniere (corrispondente all'odierno sindaco). A Roma il Consiglio (organo deliberativo) era formato da 100 consiglieri (96 laici, scelti sulla base del censo e della professione esercitata, e 4 membri ecclesiastici designati dal Cardinal vicario); la Magistratura, capeggiata dal senatore e formata da 8 conservatori, svolgeva le funzioni esecutive.
I consiglieri votarono una terna di nomi per la carica di senatore, tra i quali il papa scelse Tommaso Corsini. Corsini rimase in carica anche dopo la fuga di Pio IX a Gaeta e si dimise solo il 26 dicembre 1848. Con il precipitare degli eventi rivoluzionari del 1848-49 e la proclamazione della Repubblica Romana, il processo di riforma subì una battuta d'arresto. In questo periodo turbolento la carica è ricoperta da Francesco Sturbinetti. Dopo il rientro del pontefice da Gaeta (12 aprile 1850), le prerogative municipali furono ridimensionate. Le nuove competenze del Consiglio e della Magistratura comunali furono precisate nell'editto del 24 novembre 1850, firmato dal cardinale Giacomo Antonelli, in attuazione del motu proprio del papa del 12 settembre 1849.
Ultimo senatore di Roma fu il marchese Francesco Cavalletti Rondinini creato nel 1865. I suoi poteri passarono alla nuova Giunta di governo presieduta da Michelangelo Caetani duca di Sermoneta, pochi giorni dopo l'arrivo dell'esercito italiano con la breccia di Porta Pia del 20 settembre 1870.

## Alcune personalità che ebbero il titolo di Senatore di Roma
- Brancaleone degli Andalò
- Giordano Orsini
- Enrico di Castiglia
- Carlo I d'Angiò re di Sicilia Senatore a vita
- Abbondio Rezzonico
- Papa Niccolò III
- Papa Niccolò IV senatore a vita
- Papa Clemente V
- Roberto d'Angiò Re di Napoli
- Papa Giovanni XXII senatore a vita
- Papa Benedetto XII
- Papa Innocenzo VI
- Nicola di Lorenzo detto Cola di Rienzo
- Papa Gregorio XI senatore a vita
- Ladislao I Re di Napoli